# Hoyt Corkins
Hoyt Bricken „Cowboy“ Corkins (* 20. Dezember 1962 in Glenwood, Alabama) ist ein professioneller US-amerikanischer Pokerspieler, der für seine sanfte Stimme und sein aggressives Spiel bekannt ist. Er ist zweifacher Braceletgewinner der World Series of Poker sowie zweifacher Titelträger der World Poker Tour.

## Persönliches
Corkins hat eine Rinderherde, die aus 60 Kühen besteht. Neben seinem Haus in Glenwood hat er zusätzlich ein Heim in Las Vegas.

## Pokerkarriere

### Werdegang
Nachdem ihn sein Vater das Spiel gelehrt hatte, begann Corkins mit 19 Jahren selbst zu spielen. Sein Spitzname „Cowboy“ rührt daher, dass er am Pokertisch meistens einen Cowboyhut und passende Stiefel trägt. Phil Hellmuth gab ihm den Spitznamen „Mr. Move-All-In“. Er trägt oft Ohrenstöpsel, um seine Gegner an einem Gespräch mit ihm zu hindern.
Corkins gewann bei der World Series of Poker (WSOP) 1992 ein Bracelet in der Variante Pot Limit Omaha, was ihm 96.000 US-Dollar einbrachte. Nach diesem Gewinn beendete er seine Karriere aufgrund einer Scheidung vorzeitig, startete im Jahr 2003 jedoch erfolgreich sein Comeback. Er gewann kurz nach dem Neuanfang das Main Event der World Poker Tour (WPT) in Mashantucket, das ihm über eine Million US-Dollar einbrachte. Beim Tournament of Champions der WSOP 2005 wurde Corkins hinter Mike Matusow Zweiter und erhielt dafür 325.000 US-Dollar. Bei der WSOP 2007 gewann er sein zweites Bracelet sowie eine Siegprämie von rund 515.000 US-Dollar. Im Januar 2008 wurde er beim WPT-Main-Event in Tunica, Mississippi, Zweiter und erhielt knapp 460.000 US-Dollar. Seinen zweiten WPT-Titel gewann er im Januar 2010 in Biloxi, Mississippi, und sicherte sich zudem den Hauptpreis von knapp 715.000 US-Dollar. Bei der WSOP 2012 erreichte er bei der Seniors Championship den Finaltisch und belegte den mit rund 200.000 US-Dollar dotierten vierten Platz. Auch bei der WSOP 2015 saß er an einem Finaltisch und beendete das Monster Stack als Neunter, was ihm knapp 120.000 US-Dollar einbrachte.
Insgesamt hat sich Corkins mit Poker bei Live-Turnieren über 6 Millionen US-Dollar erspielt.

### Braceletübersicht
Corkins kam bei der WSOP 55-mal ins Geld und gewann zwei Bracelets:
| Jahr | Buy-in (in $) | Turnier                     | Teilnehmer | Preisgeld (in $) |
| ---- | ------------- | --------------------------- | ---------- | ---------------- |
| 1992 | 5000          | Omaha Pot Limit             | 048        | 096.000          |
| 2007 | 2500          | No Limit Hold’em Six Handed | 847        | 515.065          |